# Lamnídeos
Lamnídeos (Lamnidae) é uma das setes família nas quais se divide a ordem dos tubarões lamniformes. São tubarões de grande porte com focinho pontiagudo. A primeira nadadeira dorsal alta, reta mas um pouco arredondada. A segunda nadadeira dorsal pequena e na mesma medida que a anal. Possui três gêneros: Carcharodon, Lamna, e Isurus.